# Lira (instrument musical)
|  | Aquest article tracta sobre l'instrument de corda polsada. Si cerqueu altres instruments musicals, vegeu «lira». |

La lira és un instrument musical cordòfon que es toca pinçant o polsant les cordes.
La seva morfologia consisteix en una caixa de ressonància de la qual surten dos braços, paral·lels o més sovint divergents, que es troben units per un travesser al qual es lliguen les cordes.
Hornbostel-Sachs classifica la lira com a membre de la família d'instruments del llaüt, que és una de les famílies dins de la classificació d'instruments cordòfons. Hornbostel-Sachs divideix les lires en dos grups: lires de bol (321.21), lires de caixa (321.22). En organologia, una lira es considera un llaüt de jou, ja que és un llaüt en què les cordes estan unides a un jou que es troba al mateix pla que la taula de so, i consta de dos braços i una barra transversal.

## Etimologia
La lira (del llatí lyra, i aquest del grec λύρα) és un instrument de corda puntejada o polsada que té un origen remot, en forma d'àbac. Els egipcis van atribuir el seu origen a Thoth, déu de la saviesa, l'escriptura, la música i de la Lluna, en la mitologia egípcia. Segons els grecs, Hermes la va construir amb la closca d'una tortuga i unes canyes. Va ser l'instrument d'Orfeu i el que acompanya a Apol·lo com a símbol de l'Estat ciutadà, de la cultura i de la música. Possiblement fos també l'instrument que tocava el rei David tot acompanyant el cant dels salms.
La paraula «lira» és el grec micènic ru-ra-ta-e, que significa «listes» i està escrit en l'escriptura lineal B. En grec clàssic, la paraula «lira» podia referir-se específicament a un instrument amateur, que és una versió més petita de la cítara professional i el bàrbiton de l'Egeu oriental, o «lira» es pot referir en general als tres instruments com a família. La paraula anglesa prové del grec via llatí.
Les representacions més antigues conegudes de lires daten d'uns 2500 anys aC en relleus localitzats al cementiri reial d'Ur. La lira era doncs coneguda des de ben antic a Babilònia i també en trobem la presència a Síria i Assíria. També entre els antics jueus era un instrument important que s'associa al mateix rei David. Es creu que la lira va arribar a Tràcia i Tessàlia per la costa del Mar Negre, entrant així a la civilització hel·lènica.
A Tràcia s'hauria desenvolupat una veritat pròpia de lira, feta amb una closca de tortuga que actuava com a caixa de ressonància. Amb el temps aquesta closca seria substituïda per una caixa de fusta que tenia una membrana com a tapa harmònica, dos braços amb un travesserer en el qual s'enllaçaven les cordes, que es podien tocar amb els dits o amb un plectre. Aquesta lira tràcia tenia quatre cordes i per això s'anomenava també tetrachordos.
Malgrat un ús força estès en cultures antigues, a l'antic Egipte, la Grècia clàssica i l'Imperi Romà, les lires foren poc utilitzades en la cultura europea. Probablement el crwth emprat a les illes britàniques i més concretament en contextos de fort rerefons celta, sigui l'única lira practicada de forma més o menys estesa a Europa. En canvi, sí que hi ha força mostres de lires en diverses cultures africanes.
No s'ha de confondre amb altres instruments amb nom "lira", però amb una morfologia ben diferent, com és el cas de la lira de Creta, instrument tradicional de Creta, o la lira d'arc nòrdica, originària dels països Escandinaus.
La lira ha sigut una icona de referència per al moviment cultural neoclassicista, que torna la mirada cap a la cultura grecoromana com a font d'inspiració per a les arts. Al tombant del segle XVIII i al segle XIX molts lutiers van firmar instruments fruits de la hibridació de la lira amb altres instruments. Alguns exemples en són la guitarra-lira, la lira d'Apol·lo o la lira francesa.

## Classificació

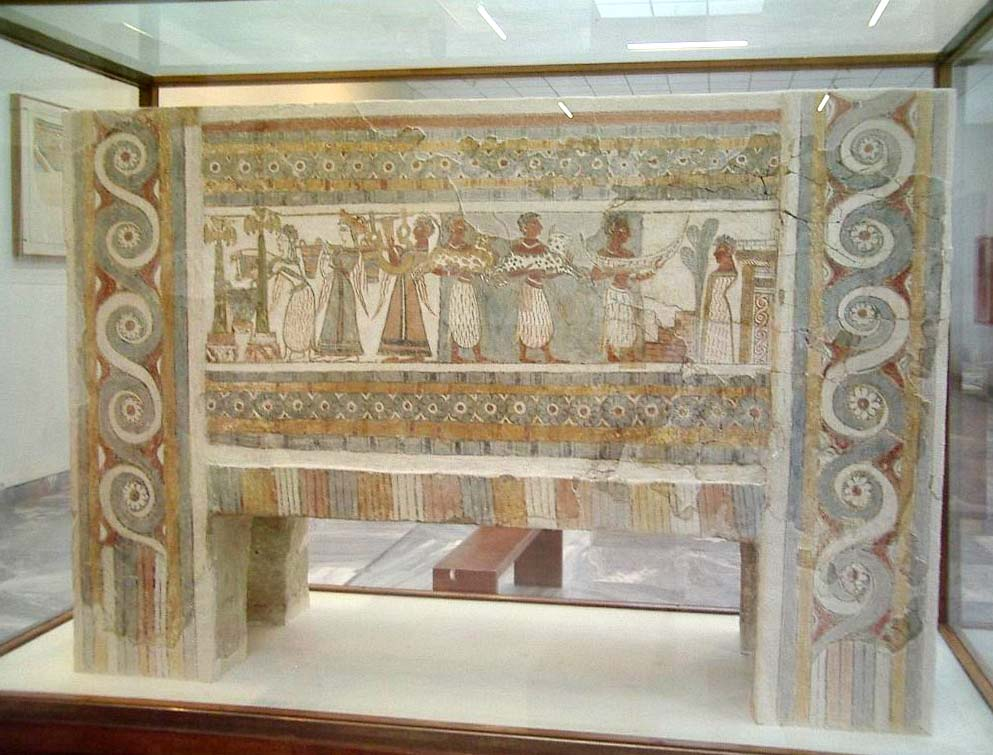
El sarcòfag micènic de Santa Triada, del segle XIV aC, que representa la lira més antiga amb set cordes, sostinguda per un home amb túnica llarga, el tercer per l'esquerra.

Hornbostel-Sachs classifica la lira com a membre de la família d'instruments del llaüt, que és una de les famílies dins de la classificació d'instruments cordòfons. Hornbostel-Sachs divideix les lires en dos grups: lires de bol (321.21), lires de caixa (321.22). En organologia, una lira es considera un llaüt de jou, ja que és un llaüt en què les cordes estan unides a un jou que es troba al mateix pla que la taula de so, i consta de dos braços i una barra transversal.

## Lires antigues
Hi ha evidència del desenvolupament de moltes formes de lires des del període 2700 aC fins al 700 aC. Els estudiosos divideixen les lires del món antic en dos grups separats, les lires orientals i les lires occidentals, que es defineixen per patrons geogràfics i cronològics.
A la regió bàltica s'han descobert restes arqueològiques que suggereixen l'existència d'instruments de corda semblants a les lires des de temps prehistòrics. Tot i que les troballes són escasses, s'han trobat fragments de fusta i altres materials que podrien haver estat parts d'instruments de corda utilitzats en rituals i cerimònies. Aquests descobriments indiquen que les antigues cultures bàltiques van desenvolupar formes primitives de lires, adaptades als seus contextos culturals i als materials disponibles. En particular, s'han trobat restes d'instruments de corda semblants a les lires en zones de Lituània i Letònia. Aquests instruments, coneguts localment com a kanklės a Lituània i kokle a Letònia, formen part d'una tradició musical que es remunta a temps antics.

### Lires orientals

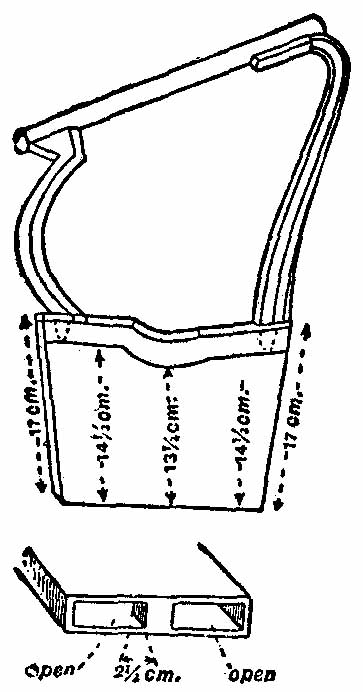
Una lira de l'antic Egipte, trobada a Tebes

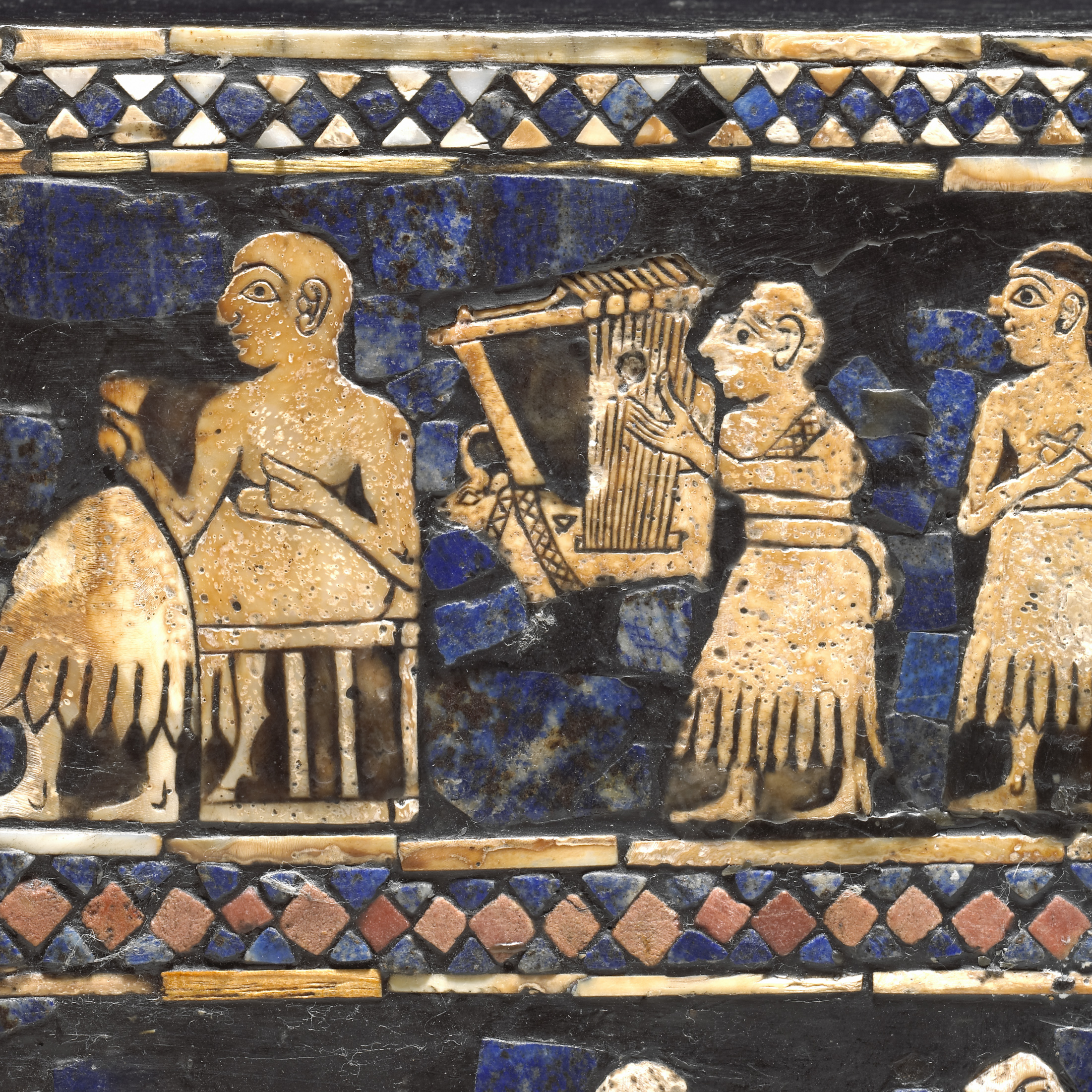
Un lirista de toros a l’estendard d'Ur, ca 2500 aC

Les lires orientals, també conegudes com a lires de base plana, són lires que es van originar a la Mitja Lluna Fèrtil (Mesoptàmia), en el que actualment és Síria, Anatòlia, el Llevant i Egipte. Totes les lires orientals contenen caixes de ressonància amb bases planes. Són les lires més antigues amb proves iconogràfiques de la seva existència, com ara representacions de la lira oriental en ceràmica, que daten del 2700 aC.
Tot i que les lires de base plana es van originar a l'Orient, també es van trobar més tard a l'Occident després del 700 aC. Durant el període hel·lenístic (c. 330 aC), el que abans era un ús clarament dividit de lires de base plana a Orient i lires de base rodona a Occident havia desaparegut, ja que les rutes comercials entre Orient i Occident van dispersar ambdós tipus d'instruments per més regions geogràfiques.
Les lires orientals es divideixen en quatre tipus principals: lires de toro, lires gruixudes, lires primes i lires gegants.

#### Lires de bou
Les lires de toro són un tipus de lira oriental que tenen una base plana i un cap de toro en un costat. Les lires d'Ur són lires amb forma de toro excavades a l'antiga Mesopotàmia (l'actual Iraq), que daten del 2500 aC i es consideren els instruments de corda més antics del món que es conserven. No obstant això, existeixen proves pictòriques més antigues de lires de bou en altres parts de Mesopotàmia i Elam, incloent-hi Susa.

#### Lires gruixudes
Les lires gruixudes són un tipus de lira oriental de base plana que prové d'Egipte (2000–100 aC) i Anatòlia (c. 1600 aC). La lira gruixuda es distingeix per una caixa de ressonància més gruixuda que permetia la inclusió de més cordes. Aquestes cordes es subjectaven en un "pont de caixa" més gran que els altres tipus de lires orientals, i el forat de so de l'instrument estava tallat al cos de la lira darrere del pont de caixa. «Lyre (from Gk; Lat. lyra)». A: , 2002. DOI 10.1093/gmo/9781561592630.article.50534.</ref>
Tot i que era similar a la lira de toro en mida, la lira gruixuda no contenia el cap de cap animal, però sí que representava imatges d'animals als braços o al jou de l'instrument. Igual que la lira de toro, la lira gruixuda no feia servir un plectre sinó que es polsava a mà.
Mentre que els exemples més clars de la lira gruixuda existeixen en jaciments arqueològics d'Egipte i Anatòlia, s'han trobat lires grans similars amb caixes de ressonància més gruixudes a Mesopotàmia (1900-1500 aC). Tanmateix, aquestes lires mesopotàmiques no tenen el pont de caixa que es troba als instruments d'Egipte i Anatòlia.

#### Lires primes

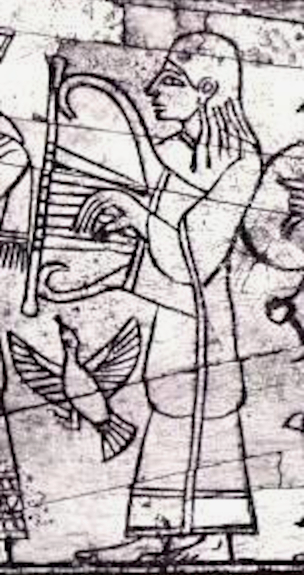
Excavat a Tel Megiddo, un intèrpret de lira 1350-1150 aC, identificat com un probable kinnor pels estudiosos. Durant l'edat del ferro, Megiddo va ser una ciutat reial del Regne d'Israel.

Les lires primes són un tipus de lira oriental de base plana amb una caixa de ressonància més prima on el forat sonor es crea deixant la base del ressonador oberta. El primer exemple conegut de la lira fina data de aproximadament el 2500 aC a Síria. Després d'això, es poden trobar exemples de la lira fina per tot el Creixent Fèrtil. La lira fina és l'única de les antigues lires orientals que encara s'utilitza en el disseny d'instruments avui dia entre els practicants actuals de l'instrument. Com a mitjà de suport, els intèrprets de la lira fina porten una faixa al voltant del canell esquerre que també està unida a la base del braç dret de la lira. Es toca amb un plectre o pic per colpejar les cordes; una tècnica que més tard van utilitzar els grecs en les lires occidentals.
Hi ha diverses variacions regionals en el disseny de les lires primes. La lira fina egípcia es caracteritzava per tenir braços que sobresortien cap a l'exterior de manera asimètrica; una característica que també es va trobar més tard a Samaria (c. 375–323 aC). En canvi, les lires primes de Síria i Fenícia (c. 700 aC) tenien una forma simètrica i braços rectes amb un jou perpendicular que formava el contorn d'un rectangle.
El kinnor és un antic instrument musical israelita que es creu que és un tipus de lira fina basant-se en proves arqueològiques iconogràfiques. És el primer instrument de la família de la lira esmentat a l’Antic Testament. La seva identificació exacta no està clara, però actualment es tradueix generalment com a arpa o lira, i associada amb un tipus de lira representada en la imatgeria israelita, en particular a les monedes de Ximon bar Kokhebà. S'ha anomenat l'instrument nacional del poble jueu, i els lutiers moderns han creat reproduccions de lires del kinnor basades en aquesta imatgeria.

#### Lires gegants
Les lires gegants són un tipus de lira oriental de base plana i de mida immensa que normalment requeria dos intèrprets. Tocat des de dret, l'instrument era més alt que els instrumentistes. L'exemple més antic d'aquest instrument es va trobar a l'antiga ciutat d’Uruk, a l'actual Iraq, i data de l'any 2500 aC aproximadament. S'han trobat lires gegants ben conservades que daten de l'any 1600 aC aproximadament a Anatòlia. L'instrument va assolir el punt àlgid de la seva popularitat a l'antic Egipte durant el regnat del faraó Akhenaton (c. 1353-1336 aC). Se sospita que una lira gegant trobada a l'antiga ciutat de Susa (c. 2500 aC) la tocava un sol instrumentista, i les lires gegants d'Egipte que daten del període hel·lenístic també probablement requerien un sol intèrpret.

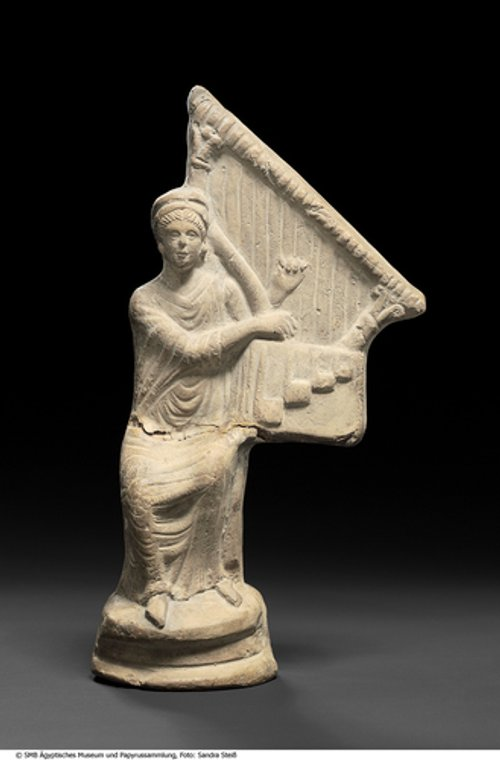
Figura de terracota d'una dona amb una lira, Egipte, segle IV dC

### Lires occidentals
Les lires occidentals, de vegades anomenades lires de base rodona, són lires de la història antiga que existien a l’Egeu, la Grècia continental i el sud d'Itàlia. Inicialment només contenien bases rodones en lloc de planes; però durant el període hel·lenístic ambdues construccions de lira es podien trobar en aquestes regions. Igual que les lires orientals de base plana, la lira de base rodona també es va originar al nord de Síria i al sud d'Anatòlia al 3r mil·lenni aC. Tanmateix, aquesta construcció de base rodona de la lira era menys comuna que les seves homòlogues de base plana a l'est, i cap al 1750 aC l'instrument havia desaparegut completament en aquesta regió. La lira de base rodona va reaparèixer a Occident a l'antiga Grècia, on va ser l'única forma de lira utilitzada entre el 1400 i 700 (sard).

Igual que la lira oriental de base plana, la lira occidental de base rodona també tenia uns quants subtipus. Homer va descriure dues lires occidentals diferents en els seus escrits, la forminx i la cítharis. Tanmateix, cap d'aquests termes ha tingut un significat uniforme al llarg del temps, i el seu ús durant l'època d'Homer va ser alterat posteriorment. Avui dia, els estudiosos divideixen els instruments anomenats cítharis en dos subgrups, la cíthara cilíndrica de base rodona i la cíthara de concert de base plana.

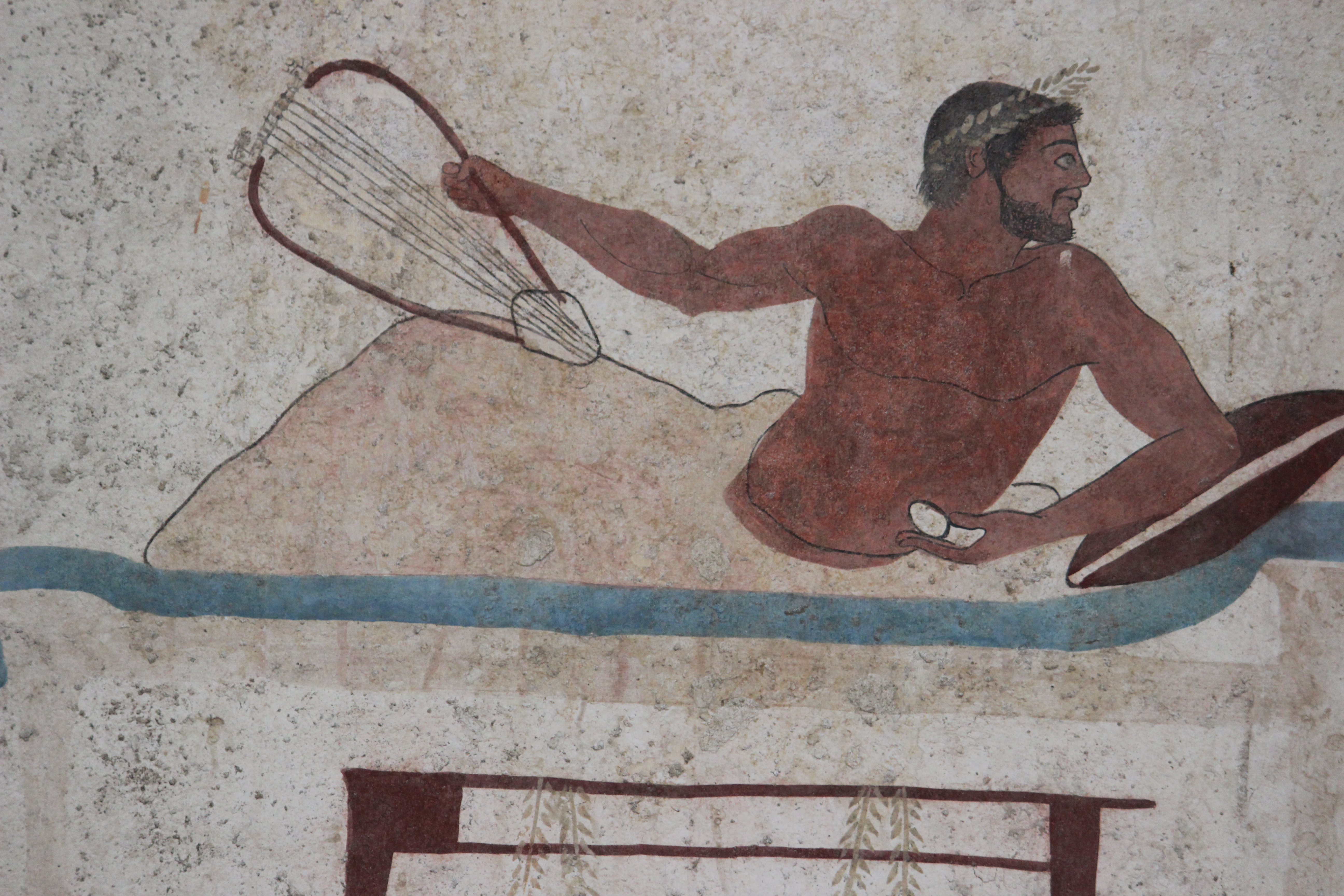
5th century (sard). Lyra o Bàrbiton de la Tomba del capbussador.
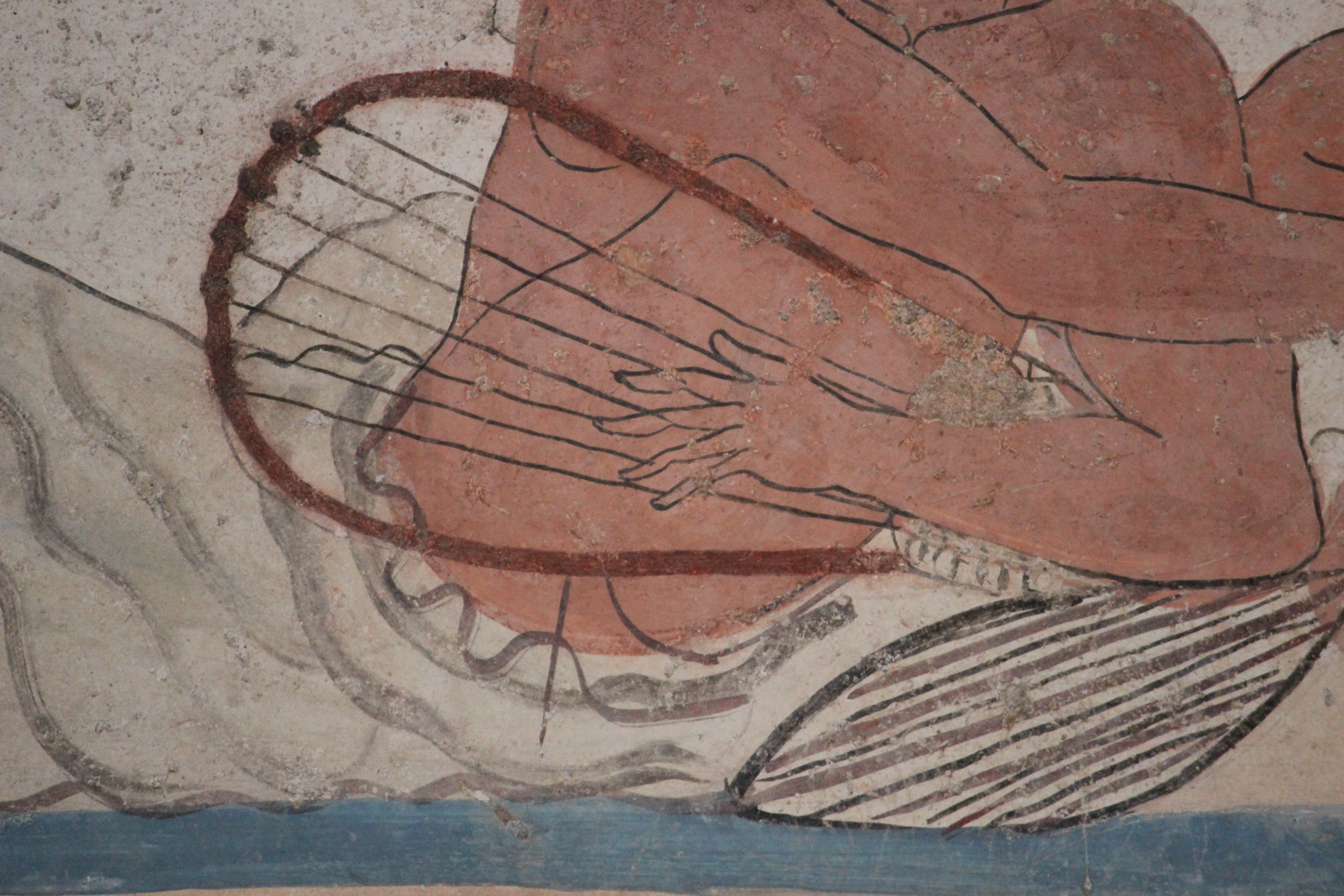
segle 5aC Lyra o Bàrbiton de la Tomba del capbussador. Cos de closca de tortuga.

## Ús cultural a l'antiga Grècia

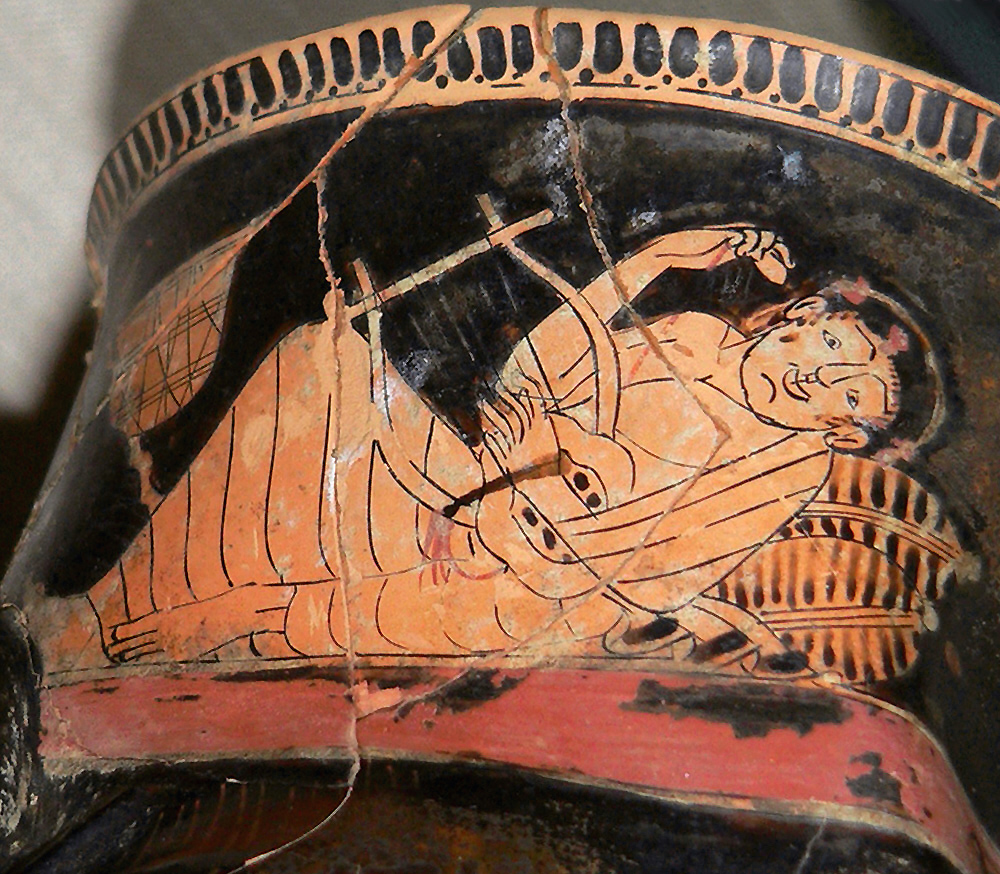
Lira amb cos de closca de tortuga (Ríton, va 475 aC). Mostra la corretja que estabilitza l'instrument. El músic sosté un plectre a l'altra mà.

A l'antiga Grècia, les recitacions de poesia lírica anaven acompanyades de la interpretació de la lira. La imatge més antiga d'una lira grega apareix al famós sarcòfag de Santa Triada (un assentament minoic a Creta). El sarcòfag es va utilitzar durant l'ocupació micènica de Creta (1400 aC).
La lira de l'antiguitat clàssica es tocava normalment rasguejant-la com una guitarra o una cítara, en lloc de polsar-la amb els dits com amb una arpa. En una mà es sostenia una pua anomenada plectre, mentre que els dits de la mà lliure silenciaven les cordes no desitjades.

### Construcció
Una lira clàssica té un cos buit o caixa de ressonància (també coneguda com a caixa de ressonància o ressonador), que en la tradició grega antigament estava fet d'una closca de tortuga. Des d'aquest cofre sonor s'estenen dos braços elevats, que de vegades són buits i es corben tant cap a fora com cap endavant. Estan connectats a prop de la part superior per una barra transversal o jou. Una barra transversal addicional, fixada a la caixa de so, fa de pont, que transmet les vibracions de les cordes. La nota més greu era la més propera al cos de l'intèrpret; com que les cordes no difereixen gaire en longitud, és possible que les notes més greus guanyessin més pes amb cordes més gruixudes, com en el violí i instruments moderns similars, o que s'afinaven tenint una tensió més fluixa. Els fils eren de catgut (intestí d'animals). S'estiraven entre el jou i el pont, o fins a un cordal sota el pont. Hi havia dues maneres d'afinar: una era fixar les cordes a unes clavilles que es podien girar, mentre que l'altra era canviar la col·locació de la corda a la barra transversal; és probable que, segons convingués, tots dos mètodes s'utilitzessin simultàniament.
Les lires s'utilitzaven sense diapasó, ja que no s'ha trobat mai cap descripció o representació grega que es pugui interpretar com a referida a una. Tampoc era possible un arc, ja que la taula harmònica plana era un impediment insuperable. El plectre, però, estava en ús constant. Es sostenia a la mà dreta per fer vibrar les cordes superiors; quan no s'utilitzava, penjava de l'instrument amb una cinta. Els dits de la mà esquerra tocaven les cordes més greus (presumiblement per silenciar aquells les notes dels quals no eren desitjades).

### Nombre de cordes
Abans que la civilització grega assumís la seva forma històrica (c. 1200 aC), és probable que hi hagués una gran llibertat i independència de les diferents localitats pel que fa a les cordes de la lira, cosa que es corrobora amb l'ús antic de les afinacions cromàtiques (mig to) i enharmòniques (quart de to). El nombre de cordes de la lira clàssica, per tant, variava, i tres, quatre, sis, set, vuit i deu van ser populars en diverses èpoques.
El sacerdot i biògraf Plutarc (c. 100 dC) va escriure sobre els músics del període arcaic, Olimp i Terpandre, que només utilitzaven tres cordes per acompanyar la seva recitació; però no hi ha proves a favor o en contra que això data d'aquell període. La lira més antiga coneguda tenia quatre cordes, afinades per crear un tetracord o una sèrie de quatre tons que omplien l'interval de quarta justa. Doblant el tetracord s'obtenia una lira amb set o vuit cordes. De la mateixa manera, la lira de tres cordes pot haver donat lloc a la lira de sis cordes representada en molts gerros grecs arcaics. No es pot insistir en l'exactitud d'aquesta representació, ja que els pintors de gerros eren poc conscients de l'expressió completa dels detalls; tot i això, es pot suposar que la seva tendència seria més aviat imitar que inventar-ne un nombre. Tenien la pràctica constant de representar les cordes com si fossin esmorteïdes pels dits de la mà esquerra de l'intèrpret, després d'haver estat colpejades pel plectre que sostinguessin a la mà dreta.

### Origen

Una reconstrucció moderna de la lira d’Hermes pel Museu Kotsanas de Tecnologia Grega Antiga, a Atenes, Grècia.

Segons la mitologia grega antiga, el jove déu Hermes va robar un ramat de vaques sagrades a Apol·lo. Perquè no el seguís, va fer ferrar les vaques mirant cap enrere, fent que semblés que els animals havien caminat en direcció contrària. Apol·lo, seguint els rastres, no va poder seguir cap a on anaven les vaques. Pel camí, Hermes va sacrificar una de les vaques i va oferir-ho tot als déus excepte les entranyes. A partir de les entranyes i una closca de tortuga Testudínids, va crear la Lira. Apol·lo, descobrint que era Hermes qui tenia les vaques, es va enfrontar al jove déu. Apol·lo estava furiós, però després de sentir el so de la lira, la seva ira es va esvair. Apol·lo va oferir a intercanviar el ramat de bestiar per la lira. Per tant, la creació de la lira s'atribueix a Hermes. Altres fonts ho atribueixen al mateix Apol·lo.
Algunes de les cultures que van utilitzar i desenvolupar la lira van ser les colònies gregues eòliques i jòniques a les costes d'Àsia (l'antiga Àsia Menor, l'actual Turquia) que voregen l'imperi lidi. Es creia que alguns mestres mítics com Musaeus i Tàmiris havien nascut a Tràcia, un altre lloc d'extensa colonització grega. El nom kissar (cítara) donat pels antics grecs als instruments de caixa egipcis revela les aparents similituds que reconeixien els mateixos grecs. El punt àlgid cultural de l'antic Egipte, i per tant la possible edat dels primers instruments d'aquest tipus, és anterior a la Grècia clàssica del segle V. Això indica la possibilitat que la lira pogués haver existit en un dels països veïns de Grècia, ja sigui Tràcia, Lídia o Egipte, i que fos introduïda a Grècia en èpoques preclàssiques.

## Lires de l'Europa central i septentrional
Altres instruments coneguts com a lires s'han fabricat i utilitzat a Europa fora del món grecoromà des de l’edat del ferro, com a mínim. Les lires es representen en atuells de ceràmica i bronze de la cultura protocelta de Hallstatt a tot l'Europa central. Entre elles hi ha lires amb fons arrodonits, instruments de corda que semblen no tenir ressonadors i lires amb jous fortament corbats i ressonadors simples o dobles bombats. El nombre de cordes representades varia de dues a deu. S'han descobert clavilles d'afinació i ponts de fusta fragmentats a l'assentament industrial de l'edat del ferro a la vall de Ramsau a Dürrnberg, Àustria. S'han trobat possibles clavilles d'afinació de fusta a Glastonbury, Somerset, Anglaterra, i a Biskupin, Polònia. Les restes del que es creu que és el pont d'una lira de 2300 anys d'antiguitat van ser descobertes a l’illa de Skye, Escòcia, el 2010.
El 1988, es va descobrir a la Bretanya, França, un bust de pedra del segle II o I aC que representa una figura amb un torc tocant una lira de set cordes.
La lira germànica és representativa d'una branca separada del desenvolupament de la lira. Apareixent en tombes de guerrers del primer mil·lenni dC, aquestes lires difereixen de les lires de l'antiguitat mediterrània per una forma llarga, poc profunda i àmpliament rectangular, amb una caixa de ressonància buida que es corba a la base i dos braços buits connectats a la part superior per una barra transversal o jou integrat. Exemples famosos inclouen la lira de l'enterrament del vaixell a Sutton Hoo i la lira deteriorada descoberta en silueta a l’enterrament reial anglosaxó de Prittlewell a Essex. La lira amarada recuperada d'una tomba a Trossingen, Alemanya, el 2001 és l'exemple més ben conservat trobat fins ara.

## Lires amb corda
Alguns instruments anomenats lires es tocaven amb arquet a Europa i a parts de l’Orient Mitjà, és a dir, el rabâb àrab i els seus descendents, inclosa la lira bizantina.
Després que l'arc arribés a Europa des de l’Orient Mitjà, es va aplicar a diverses espècies d'aquelles lires que eren prou petites per fer que l'arc fos pràctic. Les dates d'origen i altres detalls evolutius de les lires d'arc europees continuen sent objecte de disputa entre els organòlegs, però hi ha un acord general que cap d'elles va ser l'avantpassat dels instruments de corda fregada orquestrals moderns, com es pensava abans.
Hi va haver dos tipus diferents de lires europees amb fregament: les que tenien diapasons i les que no en tenien.
Els darrers exemples supervivents d'instruments dins d'aquesta última classe van ser la talharpa escandinava i el jouhikko finlandès. Es podien obtenir diferents tons d'una sola corda fregada prement les ungles de la mà esquerra de l'intèrpret contra uns quants punts al llarg de la corda per trastejar la corda.
L'última de les lires d'arc amb diapasó va ser el moderna (ca 1485–1800) Crwth gal·lès. Va tenir uns quants predecessors tant a les Illes Britàniques com a l'Europa continental. El to es canviava de corda individualment prement la corda fermament contra el diapasó amb la punta dels dits. Igual que amb un violí, aquest mètode escurçava la longitud vibratòria de la corda per produir tons més aguts, mentre que en deixar anar el dit la corda tenia una longitud vibratòria més gran, produint així un to més greu. Aquest és el principi sobre el qual funcionen el violí i la guitarra moderns.

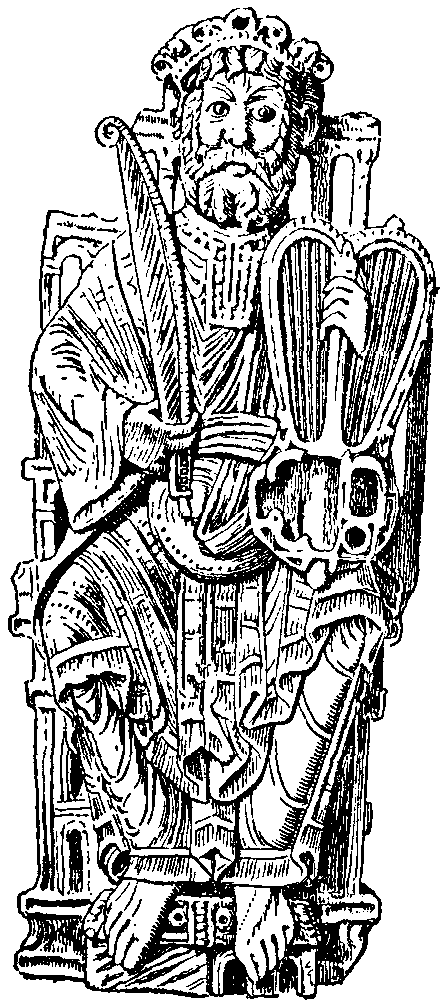
Segle XII dC[27] Imperi Carolingi. Lira rodona amb arc al Salteri de Lotari. El gravat manca de detalls precisos a l'original, com ara el mecanisme per ajustar la tensió de l'arc.
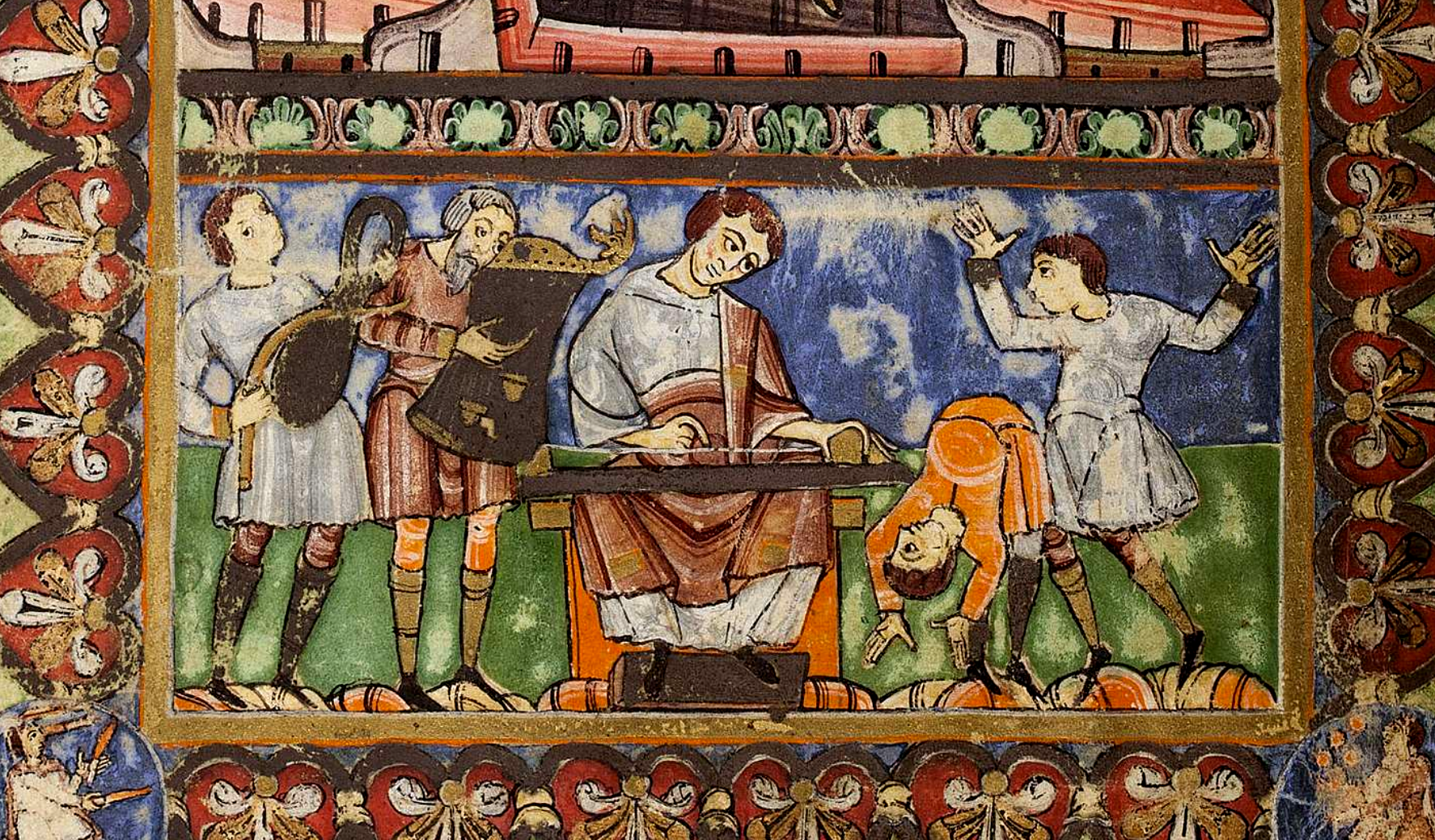
1029-1050 dC, Alemanya. Salteri de Werner. Esquer germànic arquejat (extrem esquerre)
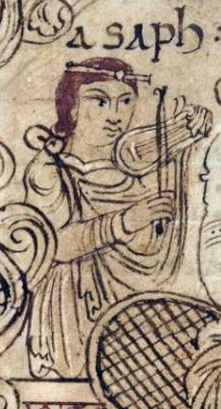
1025-1050, Anglaterra. Asaf tocant la lira amb corda, detall del Salteri de Winchcombe, Biblioteca de la Universitat de Cambridge, Ff.1.23, foli 4v
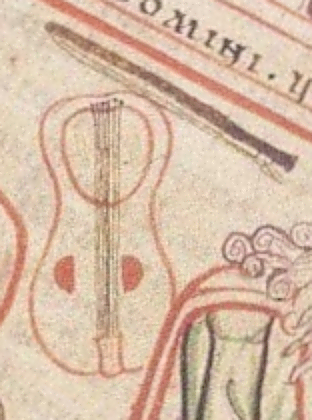
Principis del segle XIII, Aldersbach, Alemanya. Lira de corda sense diapasó de la Bayerische Staatsbibliothek Munchen, BSB, CLM 2599, foli 96v.
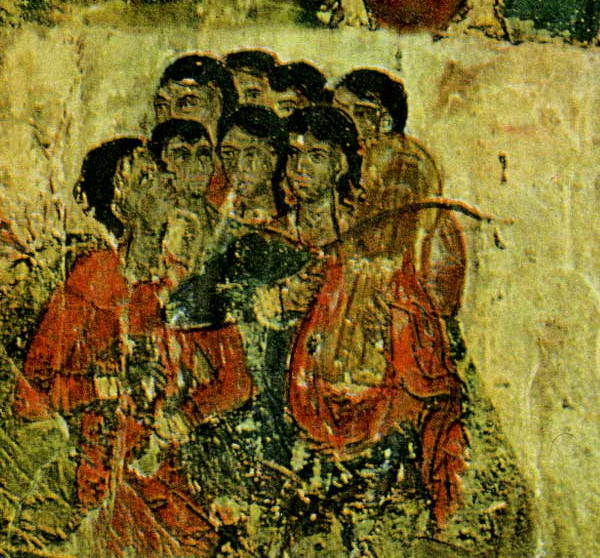
Segle XIII, Rússia. Lira de corda, del Salteri Simonovskaya, Museu Històric Estatal, Moscou

## Lires modernes

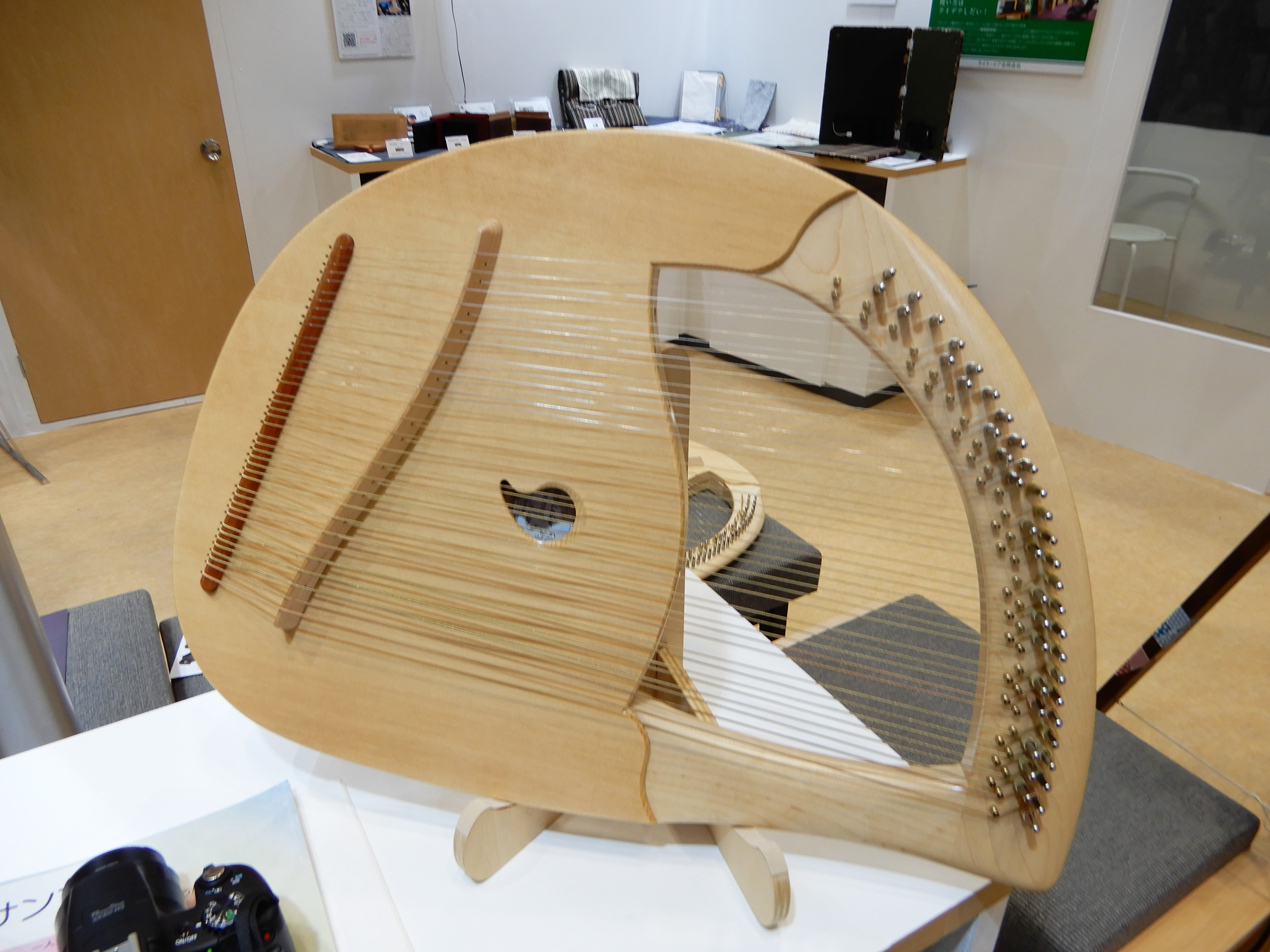
lira de Gärtner; aquesta lira moderna va ser creada per Edmund Pracht i W. Lothar Gärtner l'any 1926.

## En la cultura popular

La lira com a símbol de la poesia a l’estació de metro Pushkinska de Khàrkiv, fotografiada el 2010, i la poesia que l'acompanya d'Aleksandr Pushkin, tal com es veu en aquesta foto, va ser retirada de l'estació el gener del 2024.

El terme també s'utilitza metafòricament per referir-se a l'obra o l'habilitat d'un poeta, com en Fes-me la teva lira, tal com ho és el bosc de Shelley o Vull afinar la meva lira tremolosa, de Byron./ A gestes de fama i notes de foc.

## Altres instruments anomenatslires
Amb el temps, el nom en l'espai hel·lènic més ampli va arribar a utilitzar-se per etiquetar principalment llaüts d'arc com ara la lira bizantina, la lira pòntica, la lira constantinopolitana, la lira de Creta, la lira da braccio, la lira calabresa, la lijerica, la lyra viola, el lirone.